# 교황 클레멘스 4세
교황 클레멘스 4세(라틴어: Clemens PP. IV, 이탈리아어: Papa Clemente IV)는 제183대 교황(재위: 1265년 2월 5일 ~ 1268년 11월 29일)이다. 본명은 기 파우코이 레 그로(프랑스어: Gui Faucoi le Gros)이다.

## 생애 초기
클레멘스는 프랑스 랑그도크 지방에 있는 생질에서 변호사 피에르 파우코이와 그의 아내 마그리트 루피의 아들로 태어났다. 19세 때, 그는 이베리아 반도의 무어인들과 싸우기 위해 군대에 입대했다. 그리고 나서 툴루즈와 보르게스, 오를레앙에서 법학을 공부하고 파리에서 변호사가 되었다. 나중에 자신의 능력을 인정받아 프랑스 국왕 루이 9세의 고문으로 활동했는데, 이러한 경력은 그가 추기경직에 오르는데 큰 도움이 되었다. 그는 시몽 드 말보이의 딸과 혼인해 슬하에 두 딸을 두었다. 그리고 1253년 아내가 죽자 그는 아버지의 전철을 따라 세속에서의 삶을 청산하고 교회에 자신을 봉헌했다.
그의 출세는 빨랐다. 파리 생마글루아르 수도원에서 사제품을 받은 그는 1255년 생질에서 사목 활동을 하였다. 1257년 그는 르퓌의 주교로 서품되었으며, 1259년에는 나르본의 대주교로 서품되었다. 그리고 1261년 12월에 교황 우르바노 4세에 의해 사비나 교구장 명의의 주교급 추기경에 서임되었다. 그는 1262년부터 1264년까지 잉글랜드에 교황 특사로 파견되었다. 1263년 그는 교황청 내사원장이 되었다.

## 교황
이 당시 성좌는 신성 로마 제국 황제 프리드리히 2세의 사생아이자 지명 상속자인 시칠리아의 만프레디와 분쟁하고 있던 시기였다. 교황으로 선출되었을 당시 프랑스에 있었던 클레멘스 4세는 변장을 하고 이탈리아에 들어가는 수 밖에 없었다. 그는 즉시 루이 9세의 동생인 앙주의 샤를(생몰 1227~85)과 동맹을 맺기로 하였다. 호엔슈타우펜 왕가와 불화를 빚은 샤를은 교황을 자신의 봉건 영주로 인정할 용의가 있었다. 클레멘스 4세는 1266년 1월 6일, 로마의 성 베드로 대성전에서 추기경들에 의해 앙주의 샤를에게 시칠리아 국왕의 대관식을 거행하게 하였다. 그리하여 샤를은 국왕 카를로 1세로 즉위하였다. 클레멘스 4세는 반교황파인 기벨린이 장악한 비테르보에서 그들을 물리치고 자신의 권위를 확립하였다.
교황은 샤를이 만프레디를 공격하는 데 필요한 재정적인 지원도 아끼지 않았다. 교황의 지원을 받은 카를로 1세는 군대를 이끌고 나폴리로 진격하였다. 만프레디는 베네벤토 전투에서 패해 전사하였으며, 카를로 1세는 탈리아코초 전투에서 결정적으로 승리하고 콘라딘을 포로로 사로잡으면서 시칠리아 왕국에 대한 자신의 권력을 공고히 하였다.
클레멘스 4세는 개인적으로 건강이 약간 좋지 않았음에도 금욕적인 생활을 산 것으로 동시대인들의 찬사를 받았으며, 자신의 일가 친척들이 풍족하게 살게 해주었다. 또한 그는 프란치스코회 학자 로저 베이컨에게 《대저작》(Opus majus)을 집필하도록 지시했다.
1265년 2월 클레멘스 4세는 토마스 아퀴나스를 로마로 불러 교황의 신학자로 봉사하도록 하였다. 이 시기에 토마스 아퀴나스는 로마의 도미니코회 대학교의 지도 교수로도 활동하였다. 토마스 아퀴나스가 로마에 오면서 1222년 산타 사비나 성당에 설립된 부속 학교(studium conventuale)는 도미니코회의 첫 부속 학교로 탈바꿈하여 토마스 아퀴나스의 지시에 따라 철학을 공부하게 되었다. 1259년에는 발랑시엔에 있는 수도원에도 수도원 학교가 설립되었다. 산타 사비나 성당에 설립된 학교는 훗날 16세기에 산타 마리아 소프라 미네르바 성당에 설치되는 성 토마스 아퀴나스 교황청립 대학교의 전신이 되었다.
같은 해에 교황이 성직자 배치에 개입할 수 있는 교회법의 기반을 마련했다. 이후 아비뇽 교황청시대에 교황의 개입권은 절정에 달했고, 이로서 교황청의 재원이 상당히 확충되는 결과를 낳게 되었다. 이후 14세기 중엽 교황청의 재원이 서구 각국의 국왕과 같은 수준에 설 수 있을 정도까지 이르게 된다.
1266년 클레멘스 4세는 베네벤토 전투 이후 피렌체의 구엘프에 대한 감사의 표시로 이탈리아 북부의 많은 도시들에 대한 그들의 권위를 공식적으로 인정해 주었다. 1267년에서 1268년 동안 그는 몽골의 일칸국 지배자이자 동로마 황제 미하일 8세 팔레올로고스의 사위인 아바카 칸과 서신을 주고받았다. 아바카 칸은 교황에게 프랑스와 몽골이 동맹을 맺는 것을 제안했다. 당초에 아바카 칸의 제안에 대해 어중간한 입장을 취했던 클레멘스 4세는 그에게 곧 십자군 원정이 있을 것이라는 사실을 알려주었다. 1267년 클레멘스 4세와 아라곤 국왕 하우메 1세는 아바카 칸에게 제이미 알라릭 드 페르피냥을 사절로 보냈다. 1267년 비테르보에서 교황은 다음과 같은 편지를 써서 보냈다.
프랑스와 나바라의 왕들은 거룩한 십자가로 장식된 거룩한 땅을 마음속에 그리며, 십자가의 적들을 공격하기 위한 준비를 하고 있습니다. 그대는 그대의 장인이 라틴인들을 돕기 위한 동맹에 참여하기를 희망한다는 편지를 우리에게 보냈습니다. 우리는 그대가 그러한 편지를 보낸 것에 대해 크게 칭찬합니다. 하지만 우리는 군주들에게 어떤 길을 갈 것인지 의견을 묻기 전까지는 아직 그대에게 답할 수 없습니다. 우리는 당신의 조언을 군주들에게 전달하고, 그대가 얼마나 훌륭한 사람인지를 그들이 검토해 결정을 내리도록 하겠습니다.

금세기 말까지 클레멘스 4세의 후임 교황들은 몽골과의 외교적 접촉을 계속 이어나갔지만, 실제로 동맹을 조정하지는 못했다.

## 죽음
몇 개월 후에 클레멘스 4세는 선종하여 비테르보 교외에 있는 도미니코회 수도원인 산타 마리아 인 그라디 수도원에 안장되었다. 이곳은 그가 재임 시절 동안 지냈던 곳이기도 하다. 1885년 그의 무덤은 비테르보에 있는 산 프란체스코 알라 로카 성당으로 이관되었다. 클레멘스 4세가 선종한 후, 추기경들 사이에 반목으로 인해 교황좌는 거의 3년 동안 공석 상태가 되었다.

## 같이 보기
- 교황 목록